# Rhyan Grant
Rhyan Bert Grant (* 26. Februar 1991 in Bathurst) ist ein australischer Fußballspieler in Diensten des A-League-Klubs Sydney FC.

## Karriere
Grant wurde 2008 vom Australian Institute of Sport aufgenommen, wechselte aber schon nach wenigen Monaten für die neu gegründete National Youth League in die Jugendabteilung des Sydney FC, mit der er in der Premierensaison 2008/09 den Meistertitel gewann. Ende Dezember 2008 kam er erstmals für die Profimannschaft in der A-League zum Einsatz und etablierte sich in den folgenden Wochen in der Mannschaft.
In der folgenden Saison kam Grant weiterhin überwiegend im Nachwuchsteam zum Einsatz, für das Profiteam spielte er zumeist als Einwechselspieler in neun Partien. In den Play-off-Spielen, die Sydney mit dem Gewinn der Meisterschaft abschloss, wurde Grant nicht eingesetzt.
Im Oktober 2013 zog sich Grant im Derby gegen die Western Sydney Wanderers einen Kreuzbandriss zu und wird die restliche Saison 2013/14 voraussichtlich ausfallen.
Mit der australischen U-20-Auswahl nahm Grant 2009 an der U-20-Weltmeisterschaft in Ägypten und 2011 in Kolumbien teil, scheiterte mit seinem Team aber beide Male bereits in der Vorrunde. 2010 wurde er mit dem U-20-Team asiatischer Vizemeister.